# Sminamento
Lo sminamento è il processo di rimozione di mine terrestri o navali.
Ci sono due tipi diversi di ricerca e di rimozione delle mine: quello umanitario e quello militare.

## Militare

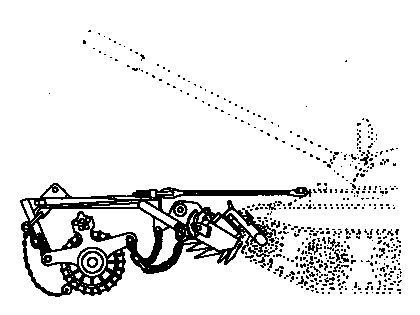
Sistema di dissinnesco mine agganciato ad un carro armato

In questo caso la velocità è vitale, la priorità è quindi creare nel campo minato un passaggio sicuro per truppe, automezzi o navi nel minor tempo disponibile. Questo per ragioni tattiche, ma anche perché le unità sminatrici potrebbero essere sotto il fuoco nemico. In questa situazione è possibile che la pulizia sia imperfetta ed alcune mine non vengano scoperte.
I metodi di individuazione e di rimozione sono più veloci, ma non esatti ed includono tutti i sistemi che individuano e rimuovono contemporaneamente come i sistemi di rimozione meccanica, il bombardamento a tappeto o l'uso dei siluri Bangalore. Questo tipo di operazione vengono affidate alle squadre di genieri, le quali anche mediante l'utilizzo di bulldozer corazzato o di mezzi corazzati sono in grado di sminare anche vaste aree.

## Umanitario
Questo tipo di sminamento consiste solitamente nell'individuazione della mina e nel suo disinnesco o detonazione, a seconda dei casi. Quest'ultima fase è relativamente semplice e veloce, mentre l'individuazione è il problema principale in termini di tempo e costi.
Lo sminamento umanitario richiede un periodo di relativa pace ed è costituito da un intensivo periodo di ricerca per localizzare le mine e far tornare l'area utilizzabile ai civili. In questo caso l'accuratezza è più importante della velocità in modo da evitare danni ai civili dopo la rioccupazione dell'area. Le operazioni sono spesso svolte da compagnie civili sotto l'egida dell'ONU. Nelle aree di conflitto è inoltre possibile trovare pericolosi ordigni inesplosi. In questo caso l'intervento è detto di "pulizia del campo di battaglia"

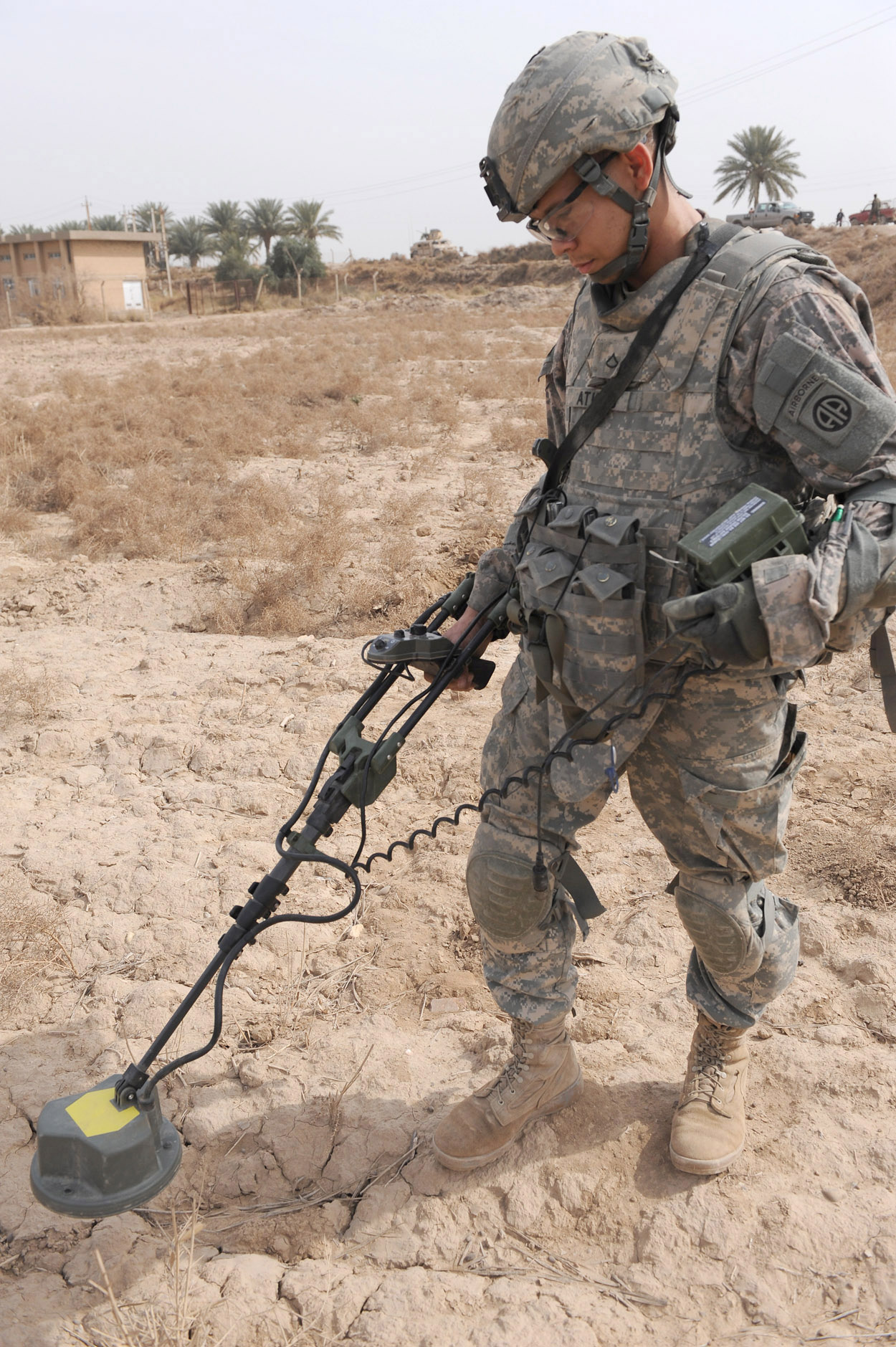
Operazione di individuazione mine tramite metal detector.

È stato stimato che basterebbe un miliardo di dollari l'anno per sminare tutte le aree a rischio del mondo, ma nel 2000, sono stati donati solo 400 milioni. Sono necessari da 1 a 2 milioni di dollari per ripulire un chilometro quadrato di terra. Spesso queste operazioni di pulizia sono condizioni necessarie perché su quello stesso territorio possano avere inizio altri programmi umanitari.

### Metodi di individuazione
I metodi principali usati per individuare le mine sono la ricerca manuale con un cercametalli, l'utilizzo di animali (come i cani) e l'utilizzo di sistemi meccanici. Un'organizzazione, la APOPO , sta addestrando ratti alla ricerca delle mine in Africa. Nella maggior parte delle circostanze, però, l'unico metodo che tiene fede a tutti i requisiti ONU è la ricerca manuale.
Questo processo è lento e costoso, ma è potenzialmente il più sicuro se le procedure vengono seguite correttamente

#### Individuazione tramite cercametalli
I cercametalli furono usati per la prima volta per scovare le mine dagli Inglesi nella Seconda guerra mondiale dopo la loro invenzione da parte dell'ingegnere polacco Józef Kosacki. 
Il primo passo è la scansione dell'area con il metal detector che può rilevare la maggior parte delle mine, ma spesso dà dei falsi positivi. Alcune mine moderne vengono però costruite con il minor quantitativo possibile di metallo e quindi sono difficili da individuare. Sono state inoltre prodotte mine che non contengono metallo, ma sono rare. Le aree in cui il metal-detector trova qualcosa devono essere sondate fino al ritrovamento effettivo della mina o dell'oggetto metallico che ha fatto scattare lo strumento.

#### Individuazione tramite animali

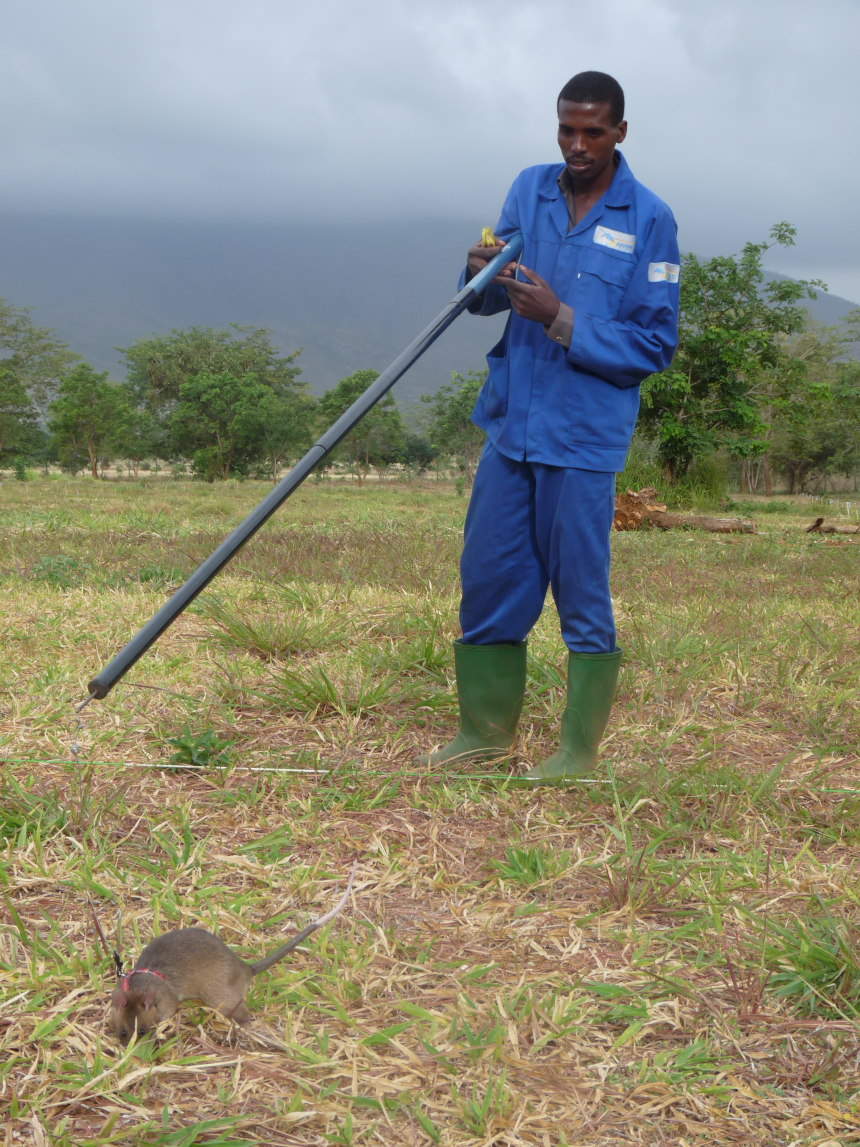
Un HeroRAT addestrato allo sminamento a Morogoro, in Tanzania

Solitamente sono cani che, attraverso l'olfatto, individuano l'esplosivo presente nelle mine. La ONG APOPO, con sede in Belgio e in Tanzania, conduce da anni un progetto di addestramento dei ratti giganti del Gambia che sfrutta il loro olfatto per la ricerca di mine anti-uomo e focolai di tubercolosi. I ratti addestrati dall'APOPO sono stati impiegati con successo nello sminamento di diverse zone di Mozambico, Angola, Thailandia, Laos, Vietnam e Cambogia, dove sono stati appositamente importati dall'Africa.
Pesano sensibilmente meno dei cani e si fanno quindi preferire perché non fanno esplodere le mine. Il loro addestramento è inoltre molto meno costoso di quello dei cani. Per questo prezioso contributo sono conosciuti anche come HeroRats (ratti eroi)..

#### Individuazione tramite sistemi meccanici
Si svolge tramite l'utilizzo di speciali macchinari detti sminatori. In passato erano usati sia in campo umanitario che militare, ma adesso vengono utilizzati per verifica su aree sulle quali non è confermata la presenza di mine o su cui hanno già lavorato altri sistemi.
Il macchinario consiste in un veicolo che viene guidato sopra le mine ed è dotato di un sistema anteriore per farle esplodere. Il mezzo deve assorbire l'esplosione senza subire danni. Esistono veicoli con cabina di guida corazzata oppure a guida remota.
I sistemi usati sono:
- Flagelli antimina e Rulli antimina. Ideati rispettivamente durante la seconda e la prima guerra mondiale, questi due sistemi non sono completamente affidabili, quindi richiedono un controllo successivo con altri metodi. Il metodo a flagello individua e fa esplodere circa il 60% delle mine.
- Draga antimine. È una draga che viene montata davanti a un carro armato che rivolta il terreno esponendo le mine o voltandole a testa in giù in modo da ridurne il potenziale offensivo.
- Speciali Bulldozer come i bulldozer corazzati con un'apparecchiatura anteriore sorretta da un lungo braccio in modo che l'esplosione avvenga lontana dalle parti sensibili del veicolo. Vengono usati in molti paesi e hanno la capacità di rimuovere anche la vegetazione e le mine anticarro.

## Mezzi per lo sminamento
- Aardvark JSFU
- Bionix Trailblazer
- Hydrema
- Sisu RA-140 DS
- Digger DTR